# Freie Schule Winterthur
Die Freie Schule Winterthur wurde 1873 gegründet und ist damit die älteste Privatschule im Kanton Zürich. Schüler können sie von der 6. Klasse (letzte Stufe der primären Bildung) bis zur 3. Klasse der Sekundarstufe Typ A besuchen. Eine Spezialität der Schule ist die Übergangsklasse «Übi», die nach der 6. Klasse der Primarschule und vor der 1. Klasse der Sekundarstufe besucht werden kann. In diesem Jahr können die Schüler Sicherheit und Reife gewinnen, um damit die höhere Stufe zu bewältigen.
Mit erfolgreichem Abschluss der 3. Sek. A erwerben die Schüler den offiziell anerkannten sekundären Bildungsabschluss der Schweiz.
Die Schule liegt am Rande des Frohbergparks am Heiligberg, einem Quartier in unmittelbarer Nähe des Stadtzentrums von Winterthur.

## Geschichte
Die Umfeld der Verstaatlichung des Schulwesens im Kanton Zürich um 1870 entstand die Freie Schule Winterthur. Die «Freischi», wie die Schule genannt wird, wurde 1873 gegründet. Alt-Stadtrat Jakob Goldschmid und Konrad Keller, Direktor der Bank in Winterthur, spielten dabei die führende Rolle. Als Privatschule eröffnete sie im Frühjahr 1873 eine erste Klasse von sechs Schülern. Im Jahre 1878 zählte die Schule 44 Schülerinnen und Schüler in sechs Klassen.
In den 1950er Jahren veränderte sich die Struktur der Schule. Die Unterstufe wurde geschlossen, dafür begann im Frühjahr 1960 der Aufbau der Sekundarschule. Die Übergangsklassen wurden neu gegründet.
1973 weihte die Schule im Frohbergpark ein neues Schulgebäude ein, in dem sie sich noch heute befindet.

## Gegenwart
Von 2015 bis 2016 wurde das Schulhaus innen und aussen erneuert; mit neuen Fenstern und optimierter Dämmung der Aussenhülle zur Energieeinsparung, einer Photovoltaikanlage und neuen Bodenbelägen in den Schulzimmern. Ferner wurden die Einrichtung optimiert und die Anbindung ans Strom- und IT-Netz den heutigen Bedürfnissen angepasst.
Am 17. Juni 2023 wurde das 150-jährige Bestehen der Freien Schule Winterthur gefeiert.
Insgesamt besuchen im Schuljahr 2023/24 rund 150 Schüler die Freie Schule Winterthur. Sie werden von etwa 24 Lehrpersonen in den Klassenstufen 6 bis 9 unterrichtet.

### Profil
Eine wesentliche Besonderheit stellt das oben erwähnte Zwischenjahr als Bindeglied zwischen primärer und sekundärer Schulbildung dar.

### Kooperationspartner
Seit 2005 gehört die Freie Schule Winterthur neben elf anderen Schulen in Winterthur zum «Kantonalen Netzwerk gesundheitsfördernder und nachhaltiger Schulen Zürich». Seit Dezember 2013 gehört sie ferner zum Netzwerk der Umweltschulen – als erste Privatschule der Schweiz und als erste und bisher einzige Winterthurer Schule.